# Dell Force10 Networks
Dell Force10 Networks або ще Force10 Networks чи Force10 — розробник та виробник обладнання для комп'ютерних мереж. Пропонує дві лінії продуктів. Одна з них — високошвидкісні комутатори Ethernet, які підтримують маршрутизацію. Серед цієї лінійки є комутатори зі 40-гігабітними портами. Друга лінія продуктів призначена для телекомунікаційних компаній.
Організаційно була приватною компанією. За час існування компанії інвестори вклали в неї близько півмільярда доларів США. Станом на 2011 рік річний оборот компанії оцінювався в 200 мільйонів доларів США.
У липні 2011 року компанія «Dell» оголосила про намір придбати Force10 Networks. Сума угоди не була оголошена офіційно. За повідомленням журналіста Скота Денна (англ. Scott Denne) на сайті «Вол-стріт джорнал» з посиланням на двох неназваних персон, обізнаних про деталі угоди, «Dell» погодився викласти 700 мільйонів доларів.
26 серпня 2011 компанія Force10 Networks стала власністю компанії Dell, яка оголосила про розширення штату працівників Force10 Networks в Кремнієвій долині на кілька сот чоловік.
Головний офіс Force10 Networks знаходиться в Сан-Хосе, штат Каліфорнія. Компанія має кілька офісів у США і за кордоном, у тому числі в столиці Росії. Проектування обладнання та його програмного забезпечення ведеться в США та Індії.

## Обладнання
Всі комутатори Ethernet, що випускаються наразі Force10 Networks, керуються власною єдиною операційною системою — FTOS, заснованою на операційній системі NetBSD.

## Історія
Force10 Networks почала з випуску комутаторів Ethernet з гігабітними портами для крученої пари в той час, коли ця технологія була нова. Також компанія була серед перших на ринку з підтримкою 10-гігабітного і 40-гігабітного Ethernet.[коли?]
Force10 Networks злилася з іншою приватною компанією — Turin Networks, — яка розробляла і продавала мережеве обладнання та технології для телекомунікаційних компаній.[коли?] Об'єднана компанія стала називатися Force10 Networks. Її очолив той же генеральний директор, що очолював Turin Networks — Генрі Васик (Henry Wasik). Він перемістився в головний офіс, який спочатку належав Force10 Network, у Сан-Хосе, Каліфорнія.
26 серпня 2011 Force10 Networks була придбана компанією Dell.

## Конкуренти
На ринку комутаторів Ethernet конкурентами Force10 Networks є:
- Cisco Systems;
- Hewlett-Packard;
- Juniper Networks;
- Extreme Networks;
- Brocade;
- та інші.